# Llwyd ap Iwan

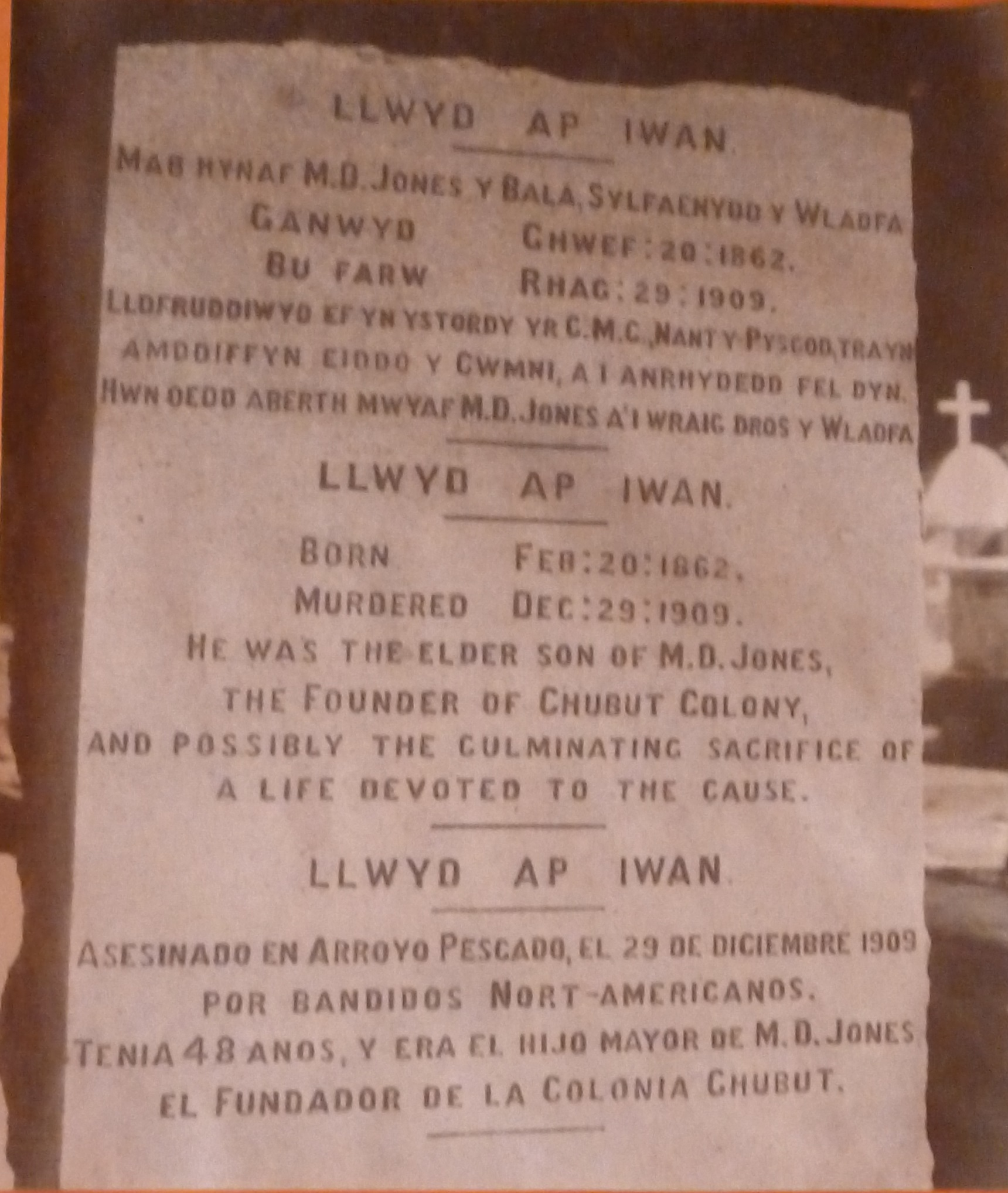
Fotografía de la tumba de Llwyd Ap Iwan en el Museo del Desembarco de Puerto Madryn.

Llwyd ap Iwan (20 de febrero de 1862-29 de diciembre de 1909) fue un ingeniero, agrimensor, explorador y pionero patagónico galés que tuvo una importante labor durante la época de la Colonización galesa en Argentina.

## Primeros años
Nació en Gales (Gran Bretaña), el día 20 de febrero de 1862, su madre se llamaba Ann Lloyd y su padre fue el pastor Michael Daniel Jones, quien fuera uno de los principales ideólogos de la Colonia Galesa en la Patagonia. Arribó a la Patagonia en el año 1886 como ingeniero del Ferrocarril Central del Chubut que se estaba construyendo en ese momento para unir la Colonia Galesa del Chubut que se encontraba en el interior en la cuenca del río Chubut, con el asentamiento de Puerto Madryn en la costa del Golfo Nuevo. Realizó varias expediciones al interior patagónico, entre ellos la zona cordillerana para evaluar las posibilidades de extender la línea férrea hasta esa región, así como hasta el lago Buenos Aires, la cuenca del río Deseado en varias oportunidades, así como también fue de los primeros en recorrer, aunque de forma muy expeditiva, la costa del Golfo San Jorge.  Durante estos viajes estableció buenas relaciones con las poblaciones aborígenes patagónicas que vivían en la zona, recorriendo sus sendas y viviendo finalmente con ellos. A partir de sus viajes y su experiencia como agrimensor realiza la primera mensura de la colonia 16 de Octubre, y un 1888 un mapa del territorio del Chubut, donde se detallan las exploraciones que el y otros colonos galeses habían realizado, así como diversas sendas indígenas aún no transitadas.
Se casó el 6 de junio de 1891 en Trelew con Myfanwy Ruffudd, quien era hija de hija de Ellen Ruffudd y Lewis Jones. Tuvieron 6 hijos: Mihangel Griffith, Alen, Mair, Llewelyn Huw, Mwyni y Tegid Llwyd.

## El desvío del río Fénix
En 1893 Ap Iwan se asoció con otros trece colonos galeses y con el italiano Francisco Pietrobelli, fundando en el pueblo de Gaiman la Phoenix Patagonian Minning & Land Company. Una compañía dedicada a la exploración en busca de minerales explotables que en 1895 exploró el valle superior y medio del río Deseado en busca de un lugar fértil en donde establecer una colonia. Ap Iwan dio con un río que naciendo de la cordillera de los Andes en la falda del monte que hoy lleva su nombre —cerro Ap Iwan—, recorría 55 km y giraba bruscamente al alcanzar el cañadón del Deseado para desaguar luego de otros 17 km de recorrido en el lago Buenos Aires. Este río pasó a ser conocido con el nombre de la compañía traducido al castellano, Fénix por Phoenix.

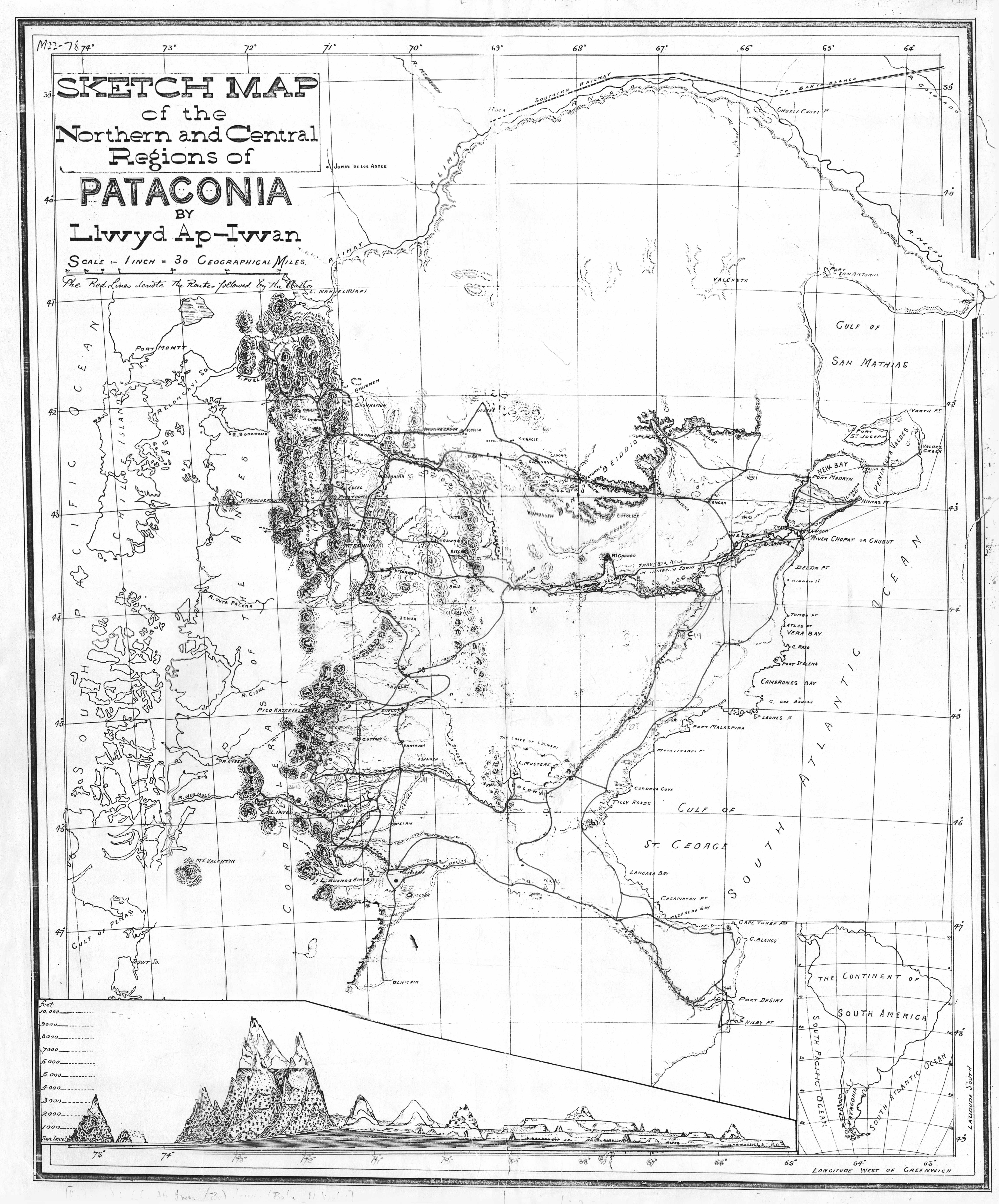
Mapa de Llwyd ap Iwan de la Patagonia.

Ap Iwan proyectó la construcción de un canal para llevar las aguas del río Fénix hacia el Deseado restituyendo la fertilidad al valle en donde se establecería una colonia galesa. El canal proyectado por Ap Iwan comenzaría en un dique para embalsar sus aguas y tendría 57 km de largo, 10 metros de ancho y 1 de profundidad. La colonia tendría además otro embalse en el río Pinturas, otro afluente del Deseado, y canales de riego. A cambio de realizar la obra de ingeniería, Ap Iwan solicitó al gobierno argentino 3 lotes de 270 000 ha (100 leguas cuadradas) cada uno para establecer en ellos a 75 familias. El gobierno argentino aceptó la realización de la obra, pero en agosto de 1896 ofreció que se establecieran entre 25 y 30 familias de agricultores con 500 ha para cada una.
Ap Iwan escribió entonces en su Diario en enero de 1897:

Habiendo sido recibidas favorablemente por los ministros del Gobierno Argentino en ejercicio, las propuestas de la Sociedad Fénix de desviar las aguas del río Fénix de su curso original y utilizar sus aguas para irrigar el actualmente estéril valle del río Deseado y habiendo dado su aprobación al proyecto fui encomendado por la Sociedad ha hacer una prospección del canal propuesto con una estimación del costo de todo el proyecto.

El proyectado canal fue amojonado y se presupuestó el costo de la obra en 40 000 libras esterlinas.

## Asesinato
A comienzos del siglo XX se radica junto con su familia en la Colonia 16 de octubre (cerca de las ciudades de Esquel y Trevelin), donde se desempeña como gerente de la sucursal Arroyo Pescado de la Compañía Mercantil del Chubut. Allí fallece durante un asalto ocurrido el día 29 de diciembre de 1909 por dos estadounidenses de nombre de Wilson y Evans. Se encuentra enterrado en el cementerio de Esquel, además una sencilla lápida recuerda el lugar donde fue asesinado en Arroyo Pescado.